# Luka Vujnović
Luka Vujnović (...) è un giocatore di football americano serbo, che gioca nel ruolo di linebacker per i Novi Sad Wild Dogs.